# Barthélemy Menn
Barthélemy Menn (Ginevra, 20 maggio 1815 – Ginevra, 11 ottobre 1893) è stato un pittore svizzero, che fu attivo in Francia e in Italia, oltre che nella natia Svizzera.
Di umili origini, Menn venne iniziato all'arte sin da giovane, iniziando a studiare disegno nella città natale. Tra il 1833 e il 1834 fu allievo del celebre pittore francese Ingres a Parigi, che poi seguì in Italia nel 1835. Nel 1838 fu nuovamente a Parigi e vi restò fino al 1843, dove conobbe i membri della Scuola di Barbizon, tra cui Daubigny e Corot, ma anche la scrittrice George Sand, il compositore Chopin e il pittore Delacroix. La carenza di commissioni lo spinsero a tornare in patria, dove qualche anno dopo verrà nominato professore alla scuola di belle arti di Ginevra nel 1850, continuando ad insegnare per quarantadue anni. Sempre a Ginevra organizzerà delle mostre di pittori francesi, ma non verranno apprezzate, come non verrà spesso apprezzata la sua stessa arte, tanto che questo lo spingerà a bruciare la maggior parte delle sue vecchie opere tra il 1880 e il 1890, concentrando il suo tempo principalmente sull'insegnamento e avendo tra i suoi allievi artisti come Ferdinand Hodler.

## Biografia

### Nascita, famiglia e formazione

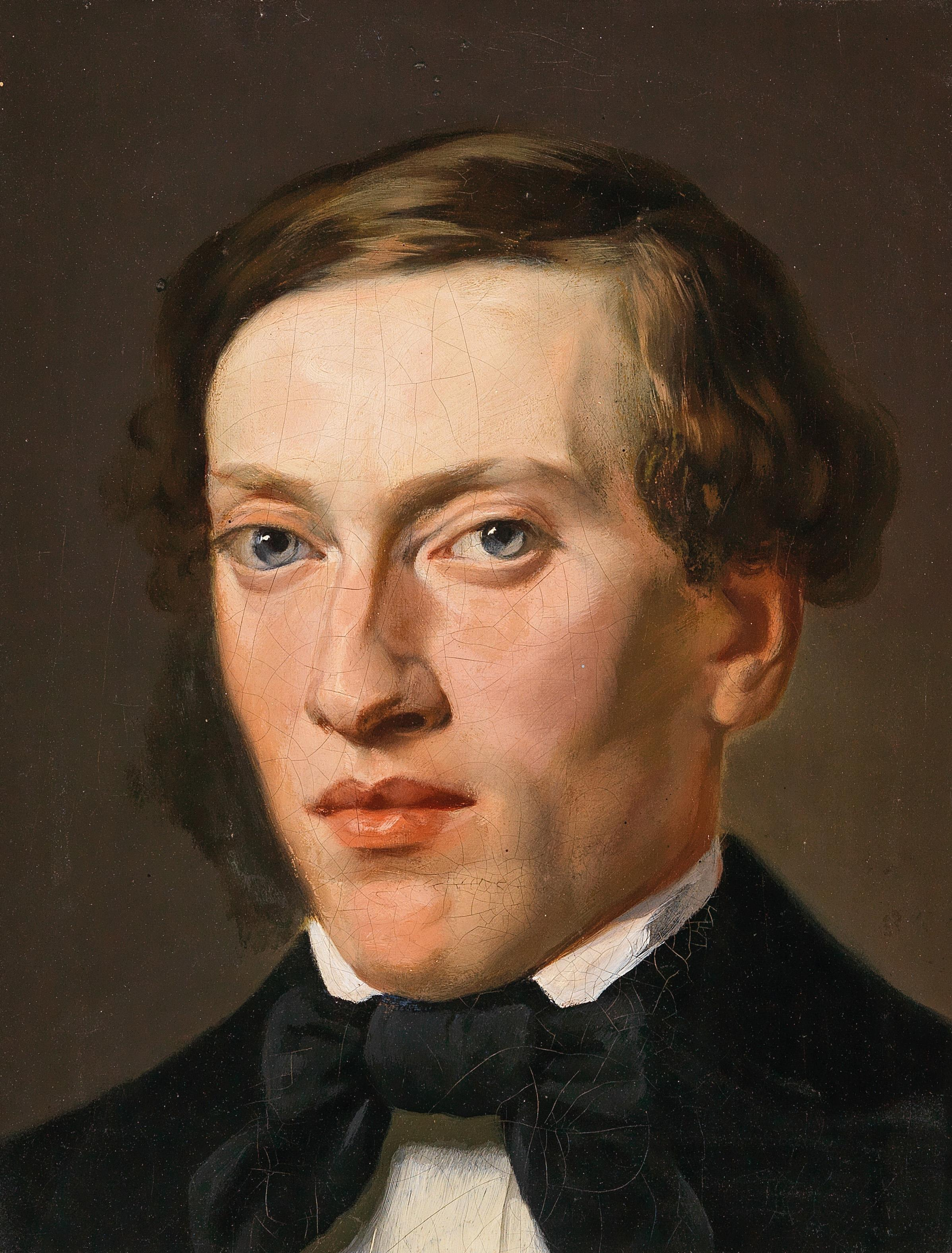
Autoritratto

Barthélemy Menn nacque il 20 maggio 1815 a Ginevra, in Svizzera. La sua era una famiglia di umili origini: suo padre si chiamava Louis John Menn ed era un pasticciere francese originario di Scuol, trasferitosi a Ginevra nel 1814; mentre sua madre era Charlotte Madeleine Bodmer, originaria di Coinsins e figlia di un contadino valdese.
Gli fu impartita una formazione artistica sin da giovane età, iniziando col prendere lezioni di disegno da un pittore vedutista già all'età di dodici anni, per poi passare sotto la direzione di un pittore specializzato nell'artigianale tradizione della porcellana ginevrina. Successivamente passò a studiare al Collegio di Ginevra, ma qui l'esperienza non fu felice o stimolante ed egli stesso descrisse come «tutto era freddo, morto» e così un giorno decide di non star più a quelle rigide e meccaniche imposizioni: «Afferrando una matita, decisi di descrivere e non più scrivere tutto quello che vedevo. Da quel giorno mi sentii salvato.»; etichettato negativamente per questa sua forma mentis, il padre dovette iscriverlo alla Scuola di disegno detta "del Calabri".
Dunque, dopo le lezioni di disegno come allievo di Jean Du Bois e Abraham Constantin, dal 1831 Menn frequentò lo studio ginevrino del pittore Jean-Léonard Lugardon, che era un pittore storico con ideali religiosi e patriottici, creatore di un'"arte nazionale" del quale Menn, allora sedicenne, non farà mai parte.
La svolta avvenne nel 1833, anno nel quale il giovane Menn si recò a Parigi, in Francia, ed entrò nello studio del celebre pittore francese Jean-Auguste-Dominique Ingres; dopo che quest'ultimo venne nominato direttore dell'Accademia di Francia a Roma, Menn decise di rientrare in patria, ma, dopo essere tornato a Ginevra e dopo aver dipinto a Coinsins, alla fine decise di partire anche lui per l'Italia nel 1835 e qui ritrovò nuovamente il suo maestro. A Venezia, dove si era recato per studiare le opere dei grandi pittori, non riuscì ad impedire il suicidio del suo amico e compatriota Louis Léopold Robert, che si era trasferito nella città veneta già dal 1832 assieme al fratello Aurèle Robert. Altre sue tappe nella penisola italiana compresero Napoli, Capri, Salerno, Orvieto e Viterbo, oltre che ovviamente il suo soggiorno a Roma, dove si dilettò a copiare le Stanze di Raffaello.

### Carriera artistica

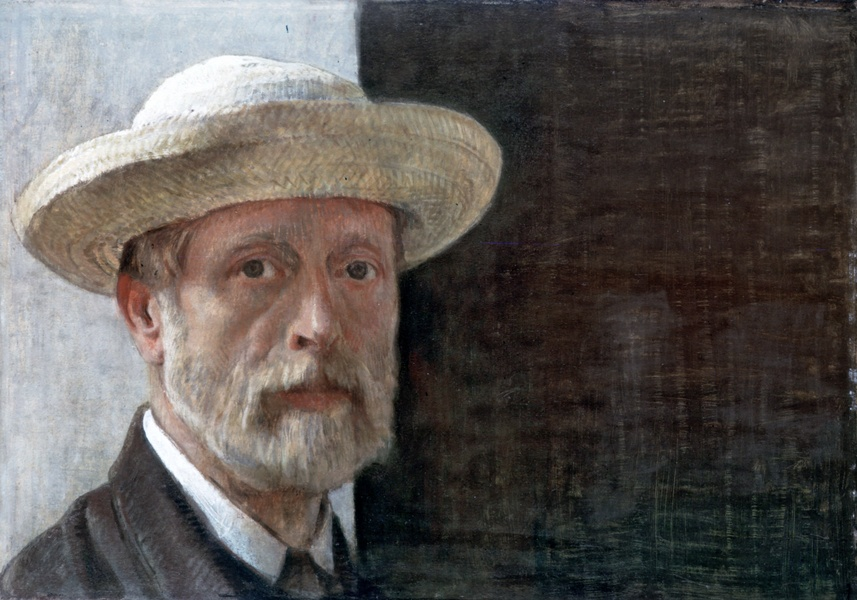
Autoritratto con cappello di paglia, olio su cartone montato su tavola, 1867 circa, 42.6×60.1 cm (Museo d'Arte e di Storia, Ginevra, Svizzera)

Dal 1838 il pittore fu nuovamente a Parigi e qui entrò in contatto con gli artisti paesaggisti della Scuola di Barbizon, particolarmente coi pittori Charles-François Daubigny e Jean-Baptiste Camille Corot; conobbe anche la scrittrice George Sand, il compositore Fryderyk Chopin e il pittore Eugène Delacroix. Proprio quest'ultimo gli propose di partecipare con lui agli ambiziosi lavori del quale era stato incaricato nel 1842 per il Palazzo Borbone e il Palazzo del Lussemburgo, ma Menn decise di declinare l'offerta; questa fu una nefasta decisione, che si ripercorse drasticamente sulla sua vita ed infatti, privo di commissioni, dovette abbandonare Parigi e tornare nella natia Ginevra nel 1843, dove però gli verrà negata la nomina a direttore della classe di figura alla Scuola di Disegno, nonostante una raccomandazione dello stesso Ingres, e questo fu un duro colpo per il pittore ginevrino, che arriverà alla fine anche a rinnegare gran parte dei suoi stessi lavori.
A Ginevra organizzò delle mostre di artisti francesi, tra cui gli amici Corot, Daubigny, Delacroix e Gustave Courbet. Le esposizioni furono tre, rispettivamente nel 1857, nel 1859 e nel 1861, ma queste non ebbero l'effetto sperato: i pittori passarono "inosservati" e mentre le prime due non ricevettero alcun giudizio dalla critica, alla terza venne consigliato agli artisti di osservare meglio la natura. Fu allora che Menn non esporrà più pubblicamente le proprie opere.
Sin dal 1845, Menn si era cimentato nella pittura alpestre, ma le sue opere furono mal accolte dalla critica e fu da allora che iniziò a dedicarsi all'insegnamento e accettare studenti nel proprio studio. Nel 1850 fu nominato professore alla Scuola di Disegno di Ginevra. Fu un generoso ed eccezionale insegnante, che si impegnò per far risvegliare in ciascuno dei suoi allievi la propria personalità e quindi senza cercare di formare dei surrogati di sé stesso, dei "piccoli Menn". Tra i suoi allievi si ricordano i pittori Ferdinand Hodler, Edouard Vallet e Charles Giron, tra gli altri.
Oltre che nei paesaggi, in questo periodo maturo si cimentò anche nella ritrattistica, realizzando i ritratti dei suoi cari e soprattutto l'Autoritratto con cappello di paglia (1867 circa), che lo stesso Menn definì «la mia autobiografia». Ancora, tra il 1856 e il 1857 collaborò con Corot alla decorazione del Castello di Gruyères.
Durante gli ultimi anni, bistrattato dalla critica e tormentato, il pittore finì col bruciare la maggior parte dei suoi quadri tra il 1880 e il 1890, dedicandosi soprattutto al suo insegnamento ma senza tuttavia smettere di dipingere i paesaggi di Coinsins, dell'Isère e dell'Ain.

### Vita privata e morte

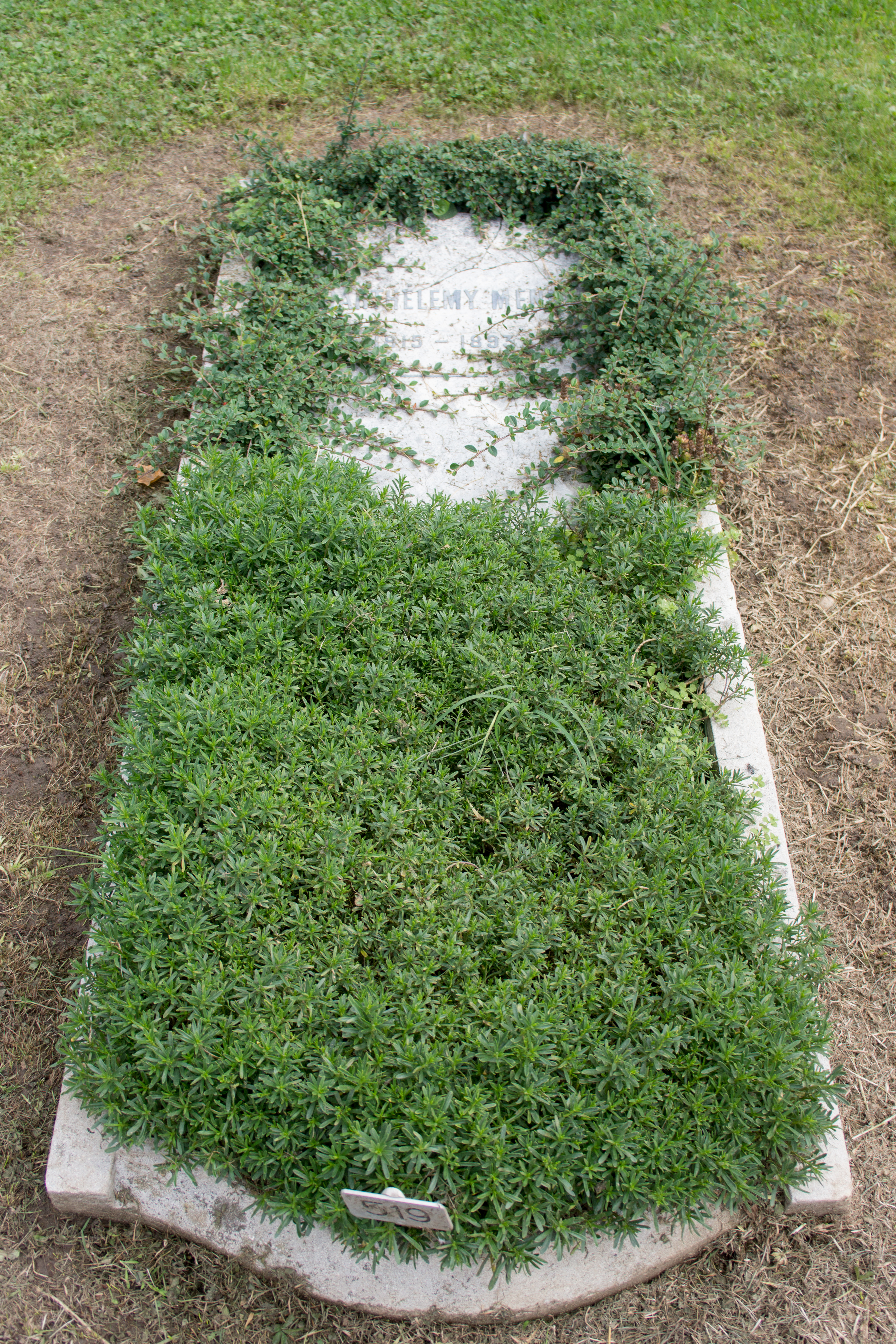
Tomba di Barthélémy Menn al Cimetière des Rois (Cimitero dei Re) di Ginevra, in Svizzera

Il pittore si sposò nel 1865 con Louise Fanchette Gauthier, figlia di Antoine Gauthier. La signora Gauthier era vedova, essendo già stata sposata con il defundo Jean Bodmer, e il pittore l'aveva già ritratta a lutto tra il 1862 e il 1864 in un dipinto oggi custodito al Museo d'Arte e di Storia di Ginevra.
Barthélemy Menn morì l'11 ottobre 1893 nella città che gli aveva dato i natali e una formazione e nella quale insegnò per quarantadue anni, Ginevra, spirando all'età di 78 anni.

## Stile

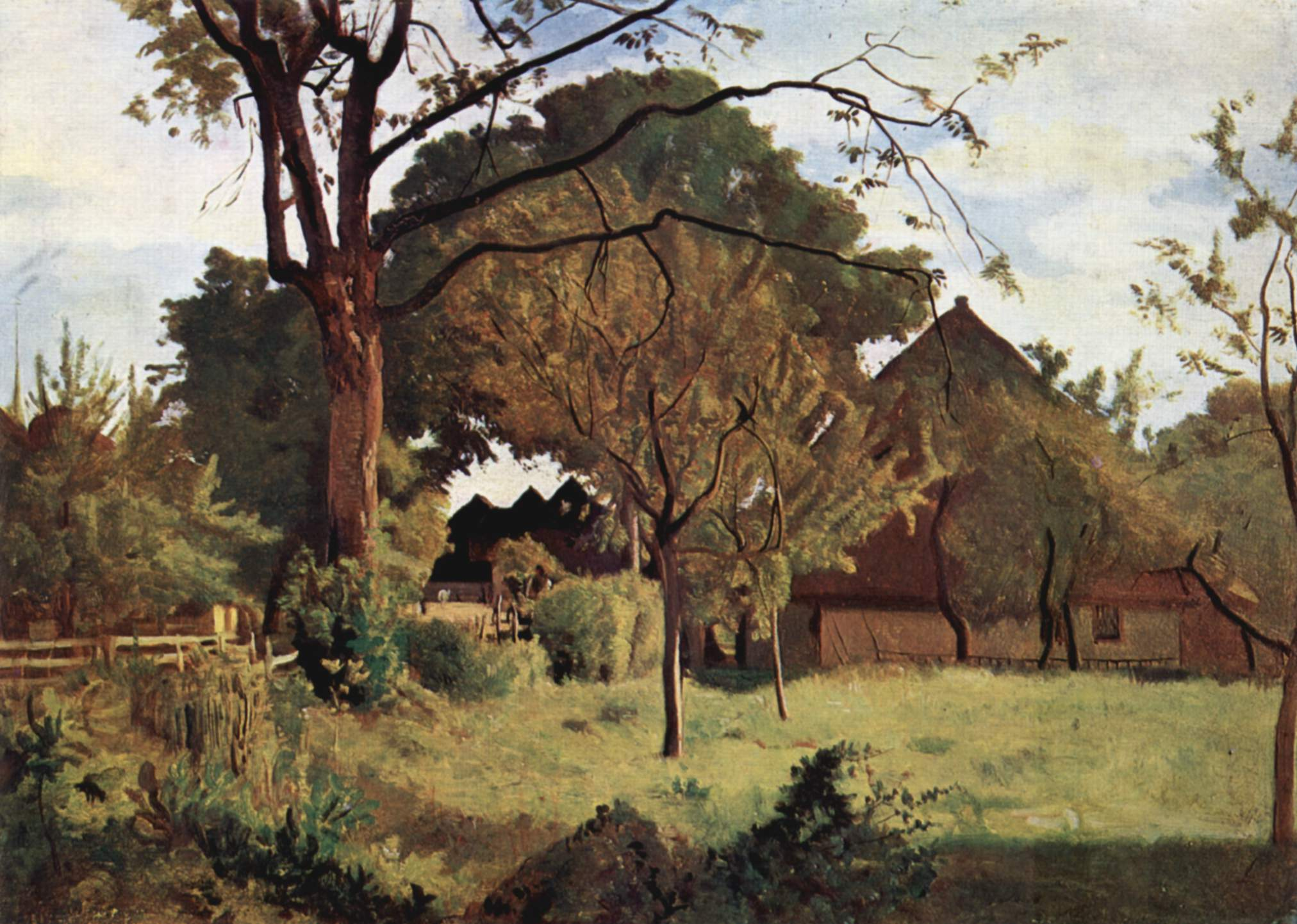
Cortile di una fattoria a Coinsins

Ritrattista e paesaggista, l'opera di Barthélemy Menn è il frutto del suo sforzo di crearsi una cultura artistica che rappresenta un'ascesi lunga trent'anni, attraverso l'arte dell'Italia e quella di Ingres prima, di Corot poi, passando per il rifiuto del romanticismo di Delacroix, sbarazzandosi dell'eclettismo, per giungere infine ad essere finalmente se stessi.
Gli inizi della sua opera hanno come modello le opere di Raffaello a Roma, che per lui diventa l'artista per eccellenza e la quintessenza della bellezza; infuocato da questa cultura, produrrà opere che successivamente cercherà di dissacrare poiché, a suo giudizio, 
accademiche.
Giunse a Parigi nel 1838 e si legò allo stile artistico della Scuola di Barbizon e conobbe Delacroix, ma dovette ritornare in patria nel 1843 per carenza di commissioni. A Ginevra il pittore dovrà "combattere" con François Diday e Alexandre Calame, affrontandoli sul proprio terreno con la sua opera Il Wetterhorn visto da Hasliberg (1845 circa), nella quale cercò di sdrammatizzare il soggetto dagli elementi che caratterizzavano le opere del partito avversario; non mostrerà questa opera, ma ne farà una seconda versione con l'aggiunta di un tronco rovesciato in primo piano e una pastorella con il suo bambino e la sua vacca,  ma avrà la critica contro di lui, che giudicò la sua opera come "approssimativa".
Infatti, spesso giudicato negativamente dalla critica, il pittore si dedicò per il resto della vita all'insegnamento e arriverà anche a distruggere la maggior parte delle sue vecchie composizioni tra il 1880 e il 1890, continuando però a realizzare paesaggi.

## Opere
Qui segue un elenco parziale delle opere di Menn.

### Dipinti
- Il Tevere nei pressi di Roma (Le Tibre près de Rome), 1835-38 circa, olio su carta, 26 cm × 44 cm (Museo d'Arte, Winterthur, Svizzera)[13]
- Veduta sul Foro Romano (Vue sur le Forum Romain), 1835-38 circa, olio su cartone, 29 cm × 44.5 cm (Museo d'Arte, Winterthur, Svizzera)[14]
- Lago di Nemi (Lac de Nemi), 1836, olio su carta su tela, 28 cm × 41.8 cm (Museo d'Arte, Winterthur, Svizzera)[15]
- Ulisse e le sirene (Ulysse et les sirènes), 1843, olio su cartone, 36 cm × 47.5 cm[16]
- Ritratto di Guillaume Favre (Portrait de Guillaume Favre), 1845 circa, olio su tavola, 54 cm × 41.5 cm (Biblioteca di Ginevra, Svizzera)[17]
- Gruppo di persone davanti a un paesaggio (Groupe de personnages devant un paysage), 1851, olio su cartone, 23.8 cm × 19.5 cm[18]
- Ritratto di Louise-Françoise Gauthier a lutto, vedova di Jean Bodmer e futura sposa di Barthélemy Menn (Portrait de Louise-Françoise Gauthier en deuil, veuve de Jean Bodmer et future épouse de Barthélemy Menn), 1862-64 circa, olio su tela, 46.3×38 cm (Museo d'Arte e di Storia, Ginevra, Svizzera)[12]
- Autoritratto con cappello di paglia (Autoportrait au chapeau de paille), 1867 circa, olio su cartone montato su tavola, 42.6×60.1 cm (Museo d'Arte e di Storia, Ginevra, Svizzera)[7]
- Ritratto di Marc-Auguste Pictet (Portrait de Marc-Auguste Pictet), 2ª metà del XIX secolo, olio su tela, 80 cm × 75.5 cm (Biblioteca di Ginevra, Svizzera)[19]
- Studio dell'albero a Plan-les-Ouates (Etude d'arbre à Plan-les-Ouates), olio su cartone, 16.1 cm × 13.1 cm (Fondazione Werner Coninx, Zurigo, Svizzera)[20]
- Paesaggio roccioso con centauro (Paysage rocheux avec centaure), olio su tela, 41 cm × 58.3 cm (Fondazione Werner Coninx, Zurigo, Svizzera)[21]
- Donne in un paesaggio (Femmes dans un paysage), olio su tela, 46.4 cm × 65.6 cm (Fondazione Werner Coninx, Zurigo, Svizzera)[22]
- Paesaggio (Paysage), olio su tela, 39.5 cm × 36 cm[23]
- Le bohémiennes (Les bohémiennes), olio su tela montata su tavola, 28.1 cm × 38.7 cm (Fondazione Werner Coninx, Zurigo, Svizzera)[24]
- Parco (Parc), olio su cartone, tondo 28,8 cm × 28,6 cm (Fondazione Werner Coninx, Zurigo, Svizzera)[25]
- Paesaggio di un parco (Paysage de un parc), olio su tela, 33.5 cm × 50.5 cm[26]
- Picnic nel bosco (Pique-nique dans les bois), olio su compensato, 30 cm × 24 cm[27]
- Vista sulla foresta (Vue sur la forêt), olio su tavola, 42 cm × 33.5 cm (Fondazione Werner Coninx, Zurigo, Svizzera)[28]
- Interno della foresta (Intérieur de la forêt), olio su tela, 54.5 cm × 41 cm (Fondazione Werner Coninx, Zurigo, Svizzera)[29]
- Margine della foresta (Lisière de la forêt), olio su cartone, 23.5 cm × 30.5 cm (Fondazione Werner Coninx, Zurigo, Svizzera)[30]
- Sentiero nel bosco sul lago di Ginevra (Sentier forestier sur le lac Léman), olio su tela, 38 cm × 46 cm[31]
- Primavera nella luce del mattino (Printemps dans la lumière du matin), olio su tela, 51 cm × 36 cm[32]
- Gruppo di alberi (Groupe d'arbres), olio su carta su cartone, 46 cm × 30 cm[33]
- Incrocio vicino a Coinsins (Croisée de chemins près de Coinsins), olio su tela, 28.5 cm × 40.4 cm[34]
- Paesaggio boscoso con un laghetto in primo piano (Paysage boisé avec un étang au premier plan), olio su tela, 30 cm × 38 cm (Fondazione Werner Coninx, Zurigo, Svizzera)[35]
- Fattoria estiva (Ferme d'été), olio su tela, 33 cm × 46.5 cm[36]
- Due giovani a cavallo - Studio del fregio del Partenone occidentale (Deux jeunes à cheval - Étude d'après la frise du Parthénon occidental), olio su carta beige, 28 cm × 43 cm[37]
- Sottobosco a Coinsins (Sous-Bois à Coinsins), olio su tela, 18 cm × 25 cm[38]
- Paesaggio roccioso ai piedi delle Alpi (Paysage rocheux au pied des Alpes), olio su cartone, 29.8 cm × 23 cm[39]
- Interno della foresta con ruscello (Intérieur de la forêt avec ruisseau), olio su tela, 54.5 cm × 40 cm[40]
- Paesaggio al lago di Neuchâtel (Paysage au lac de Neuchâtel), olio su tavola, 35.8 cm × 55 cm[41]

### Disegni
- Ritratto a mezzobusto di Louis Menn (Portrait en buste de M. Louis Menn), 1834 circa, matita su carta su cartone, 18.5 cm × 15.5 cm (Museo d'Arte e di Storia, Ginevra, Svizzera)[42]
- Ritratto di Charlotte Madeleine Bodmer, Madame Louis Menn (Portrait en buste de Mme Louis Menn), 1834 circa, matita su carta su cartone, 19 cm × 15.5 cm (Museo d'Arte e di Storia, Ginevra, Svizzera)[43]
- Ritratto di François-Jules Pictet-De la Rive (Portrait de François-Jules Pictet-De la Rive), 3º quarto del XIX secolo, disegno, 14.0 cm × 19.5 cm (Biblioteca di Ginevra, Svizzera)[44]

## Galleria d'immagini

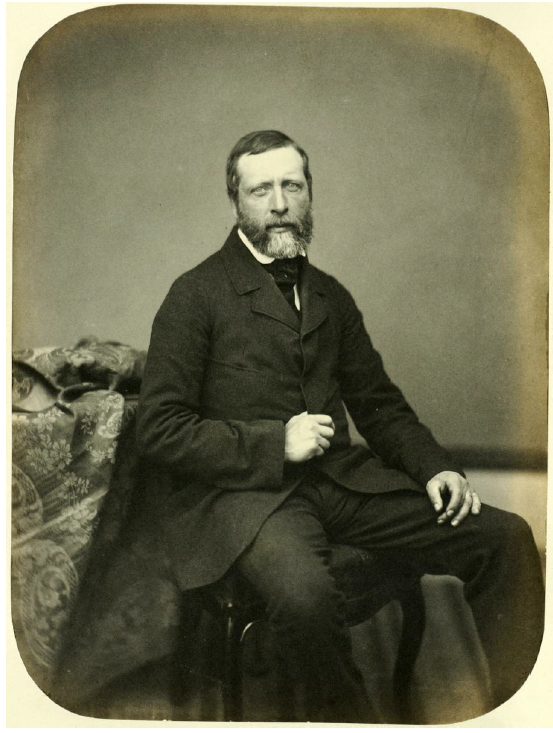
Barthélemy Menn in una fotografia di François Vuagnat, 1860 circa, 21.4×16.7 cm (Biblioteca di Ginevra, Svizzera)
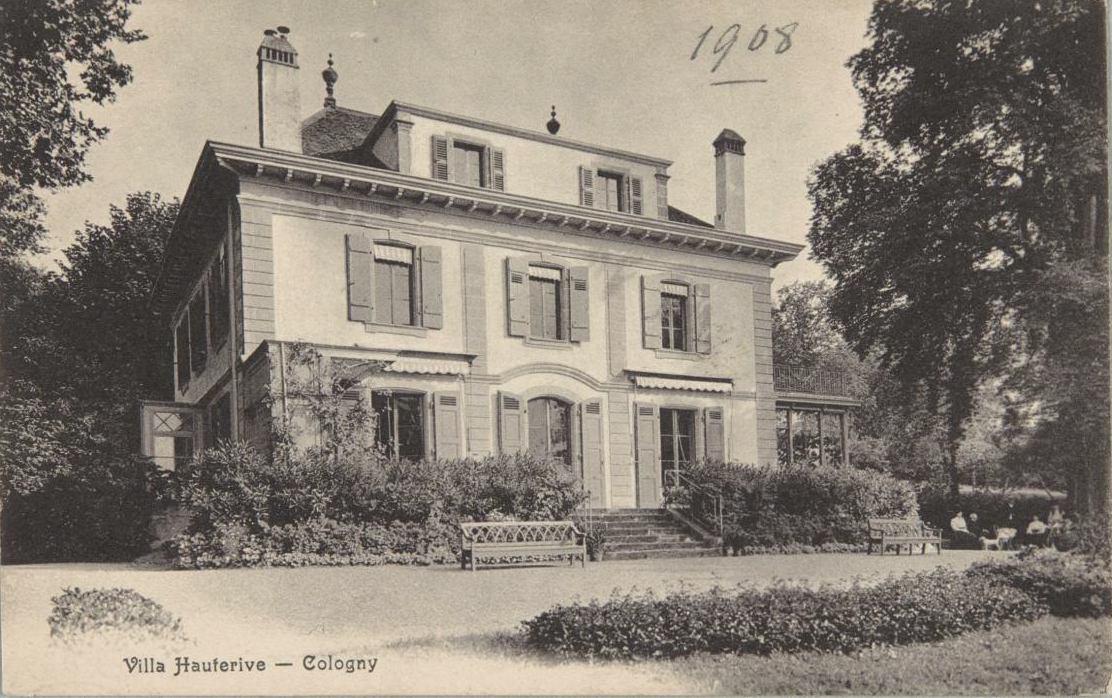
Villa Hauterive a Cologny, fotografia del 1908, 8.8×14 cm (Biblioteca di Ginevra, Svizzera);[46] per un periodo fu l'abitazione del pittore
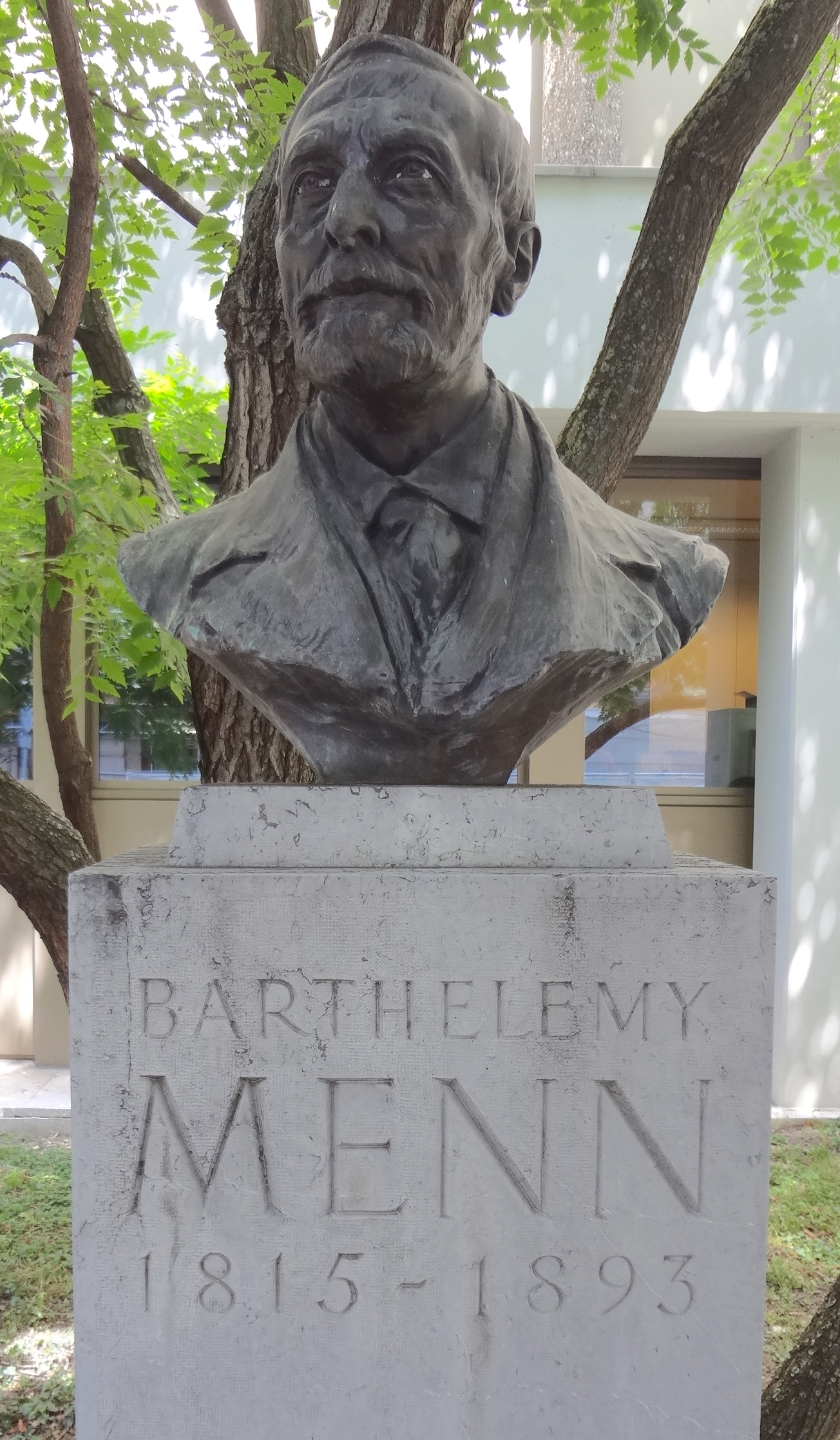
Busto di Barthélemy Menn a Ginevra, in Svizzera